# Montserrado
Montserrado é um dos 15 condados da  Libéria. Sua capital é a cidade de Bensonville. É o menor condado do país com 1.909 km², por outro lado, é o condado mais populoso com 1.144.806 habitantes (Censo 2008).
Criado em 1847, na fundação do país, o condado é o mais antigo da Libéria. A cidade mais populosa do condado é a capital da Libéria, Monróvia, com 1.010.970 habitantes. O superintendente do condado é Nyenekon Beauty Snoh-Barcon.
Montserrado faz divisa com o condado de Bomi, a oeste, com o condado de Bong, ao norte, e com o condado de Margibi, a leste. O condado é banhado pelo Oceano Atlântico ao sul.

## Distritos
Montserrado está divido em 5 distritos (populações em 2008 entre parênteses):
- Carreysburg (28.463)
- Commonwealth (9.137)
- St. Paul River (63.541)
- Todea (32.695)
- Grande Monróvia (1.010.970)